# Heroes Dinoster
 (septembre 2024).
Heroes Dinoster (En coréen: 다이노스터: 공룡수호대) est une série télévisée d'animation sud-coréenne-chinoise, coproduite par Fun Flux Entertainment en Corée du Sud et Alpha Group en Chine, avec le soutien à la production d' Educational Broadcasting System en Corée du Sud. Il est diffusé pour la première fois en français sur Gulli.

## Synopsis
Lucio, Delby, Oz et Jay Min, sont les Dinosters, une équipe des super-héros dinosaures aux armures-techno dirigée par la professeure Laura (la tante de Lucio) qui protège les dinosaures balises du Monde des Dinos dans les premiers épisodes puis qui empêche Bex Hunter (un scientifique qui travaillait avec la professeure Laura et qui a trahi cette dernière) de prendre tous les 12 noyaux quantiques de la Terre pour lever une armée de Technosaures sur la Terre. Les Dinosters seront rejoints par Chitundu puis, Trina, l'ancienne alliée de Bex Hunter, quitte ce dernier pour aider quelquefois les Dinosters.
Dans la saison 2 (ou saison 3 pour les anglais vu qu'un nouveau générique existe pour les épisodes en anglais à partir de l'épisode 27.), quelque temps après la défaite de Bex Hunter et le retour de Chitundu à Zamala, les Dinosters sont contactés par Spike, un dinosaure humanoïde venant de Dinopia, un autre monde où les créatures préhistoriques vivent comme des humains. Spike a besoin de leur aide car Dinopia est menacé par de nouveaux Technosaures. Après leur première victoire sur un de ses Technosaures, les Dinosters devront faire équipe avec Spike et sa partenaire Raki pour retrouver des "noyaux satellites", des fragments du plus gros et des plus puissants noyaux quantiques qui se trouvaient à Dinopia. Ils feront face à deux nouveaux adversaires (Néclo et Torox) qui travaillent pour un mystérieux personnage (mais il pourrait s'agir de Bex Hunter car dans l'épisode "Le retour de Trina", cette dernière arrive sur Dinopia en disant avoir suivi le signal quantique de Bex).

## Personnages
- Lucio: Il ne réfléchit pas si souvent avant d'agir (comme la fois où il a ramené un dinosaure sur la Terre) mais des fois, il agit bien. Avant d'aller à San Saurio, Lucio a grandi à Zamala. Son armure est une armure Raptor et sa Dinomobile est le Raptor Bolide.
- Delby: Elle est la cheffe des Dinosters qui agit bien et qui boycotte les mauvaises idées de ses partenaires. Son armure est une armure Ankylo et sa Dinomobile est l'Ankylo-Remorque.
- Jay Min: Il porte des lunettes et est le plus peureux des Dinosters. Malgre son défaut, il est très intelligent. Son armure est une armure Ptéra et sa Dinomobile est le Pterawing.
- Oz: Il est un paléontologue surdoué qui reconnait chaque dinosaure. Son armure est une armure Stégo et sa Dinomobile est le Stegojeep.
- Chitundu: Il devient le cinquième membre des Dinosters lors de l'épisode "La première mission de Chitundu", il était avant à Zamala, avec Lucio. Son armure est une armure Smilo et sa Dinomobile est la Smilomoto.
- Trina: Elle était d'abord l'alliée de Bex Hunter avant d'être du côté des gentils. Elle a grandi en Arctique, là où elle a rencontré Bex Hunter qui a tué Blu (une baleine) à cause d'une balise. Son armure est une armure Mosa et sa Dinomobile est le Mosastorm.
- Vick Dyson, Paula et Hogan : Ce sont des braconniers, on apprend qu'ils opéraient à Zamala dans le passé et qu'ils ont déjà été confrontés à Lucio et Chitundu. En arrivant à San Saurio, ils décident de traquer les dinosaures envoyés par Bex Hunter sans se rendre compte qu'ils déclenchaient leur transformation en Technosaures. Par la suite, Bex Hunter les contactera et leur fournira des armures-techno pour se battre contre les Dinosters.
- Professeure Laura : Elle est la tante de Lucio mais aussi la plus grande spécialiste sur l'énergie quantique, c'est elle qui a découvert le multivers et le Monde des Dinos. Quand Bex Hunter l'a trahie, elle a créée les Dinosters pour protéger le multivers de son ancien camarade scientifique.
- Bex Hunter : Ancien scientifique qui a travaillé avec Laura, il lui a volé de la technologie avant de disparaître sur le Monde des Dinos. Bex à pour but de conquérir le multivers avec son armée de Technosaures. À la fin de la saison 1 (ou saison 2), il est vaincu par les Dinosters mais il est possible qu'il soit le méchant dans l'ombre de la saison 2 (ou saison 3).
- Roddy : Roddy est un raptor qui est élevé par Lucio, intelligent il est capable de prononcer quelques mots. Dans l'épisode "Roddy est de sortie", Roddy monte dans le coffre du Raptor Bolide quand l'équipe se rend à Dinopia, son passage dans le tunnel quantique à transformer Roddy en l'un des dinosaures humanoïdes de Dinopia mais dans le même épisode, alors qu'il prend les commandes du Raptor Bolide pour permettre à Lucio de porter le coup de grâce à un Techno-Dylophosaure, le rayon du Technosaure fusionne Roddy avec le véhicule, ce faisant, Roddy est actuellement devenu le Raptor Bolide.
- Néclo : Néclo est un des méchants introduits dans la saison 2 (saison 3), il est l'un des habitants de Dinopia, donc un dinosaure humanoïde, la couleur de sa peau est lavande mais portant presque tout le temps son armure (qui au passage le fait ressembler à un savant fou au style steampunk), il est rare de voir cette dernière. Néclo est à la l'origine des nouveaux Technosaures, en effet, utilisant un drone, il contamine les habitants de Dinopia et les transforme en Technosaures.
- Torox : Torox est l'un des méchants introduits dans la saison 2 (saison 3), bien que d'apparence humaine (et surtout androgyne), sa peau pâle tirant vers le gris indique qu'il ne l'est pas totalement. Torox porte une techno-armure qui le fait ressembler à une guêpe humanoïde, ce qui n'est pas anodin car à la différence de Néclo qui utilise les Technosaures, Torox utilise des Techno-insectes, des robots insectoïdes gigantesques. Torox et ses Techno-Araignées seront responsables de la destructions des premières dinomobiles des héros.
- Le Directeur Aldo Spock : Chef de l'ASQ (l'Agence de Surveillance Quantique), c'est un dinosaure humanoïde de la famille des Triceratops, sa peau est grise. Il a contacté le professeur Laura pour créer une alliance entre ses deux meilleurs agents (Spike et Raki) avec les Dinosters pour protéger Dinopia et retrouver les "noyaux satellites".
- Spike : Spike est un agent de l'ASQ, c'est un dinosaure humanoïde reconnaissable par sa peau bleu foncé et ses cheveux orangé hérissés. Spike, même s'il est un bon agent, reste un collégien. Il est aussi assez énergique et tête brûlée, ce qui contraste avec sa coéquipière Raki qui est plus logique et posée.
- Raki : Raki est la coéquipière de Spike, reconnaissable par sa peau rose foncée et sa coupe de cheveux qui forme une frange sur le côté droit de son visage. Au départ, elle n'était pas vraiment contente quand Spike a ramené les Dinosters sur Dinopia mais avec le temps, elle est devenue une bonne amie de l'équipe. Tout comme Spike et les Dinosters, elle est encore collégienne. Aussi on apprendra dans l'épisode "Le Grand Prix de Dinopia" que Raki est la meilleure pilote de Dinopia, ayant gagné le prix plusieurs années de suite.